# Real Club Náutico de San Sebastián

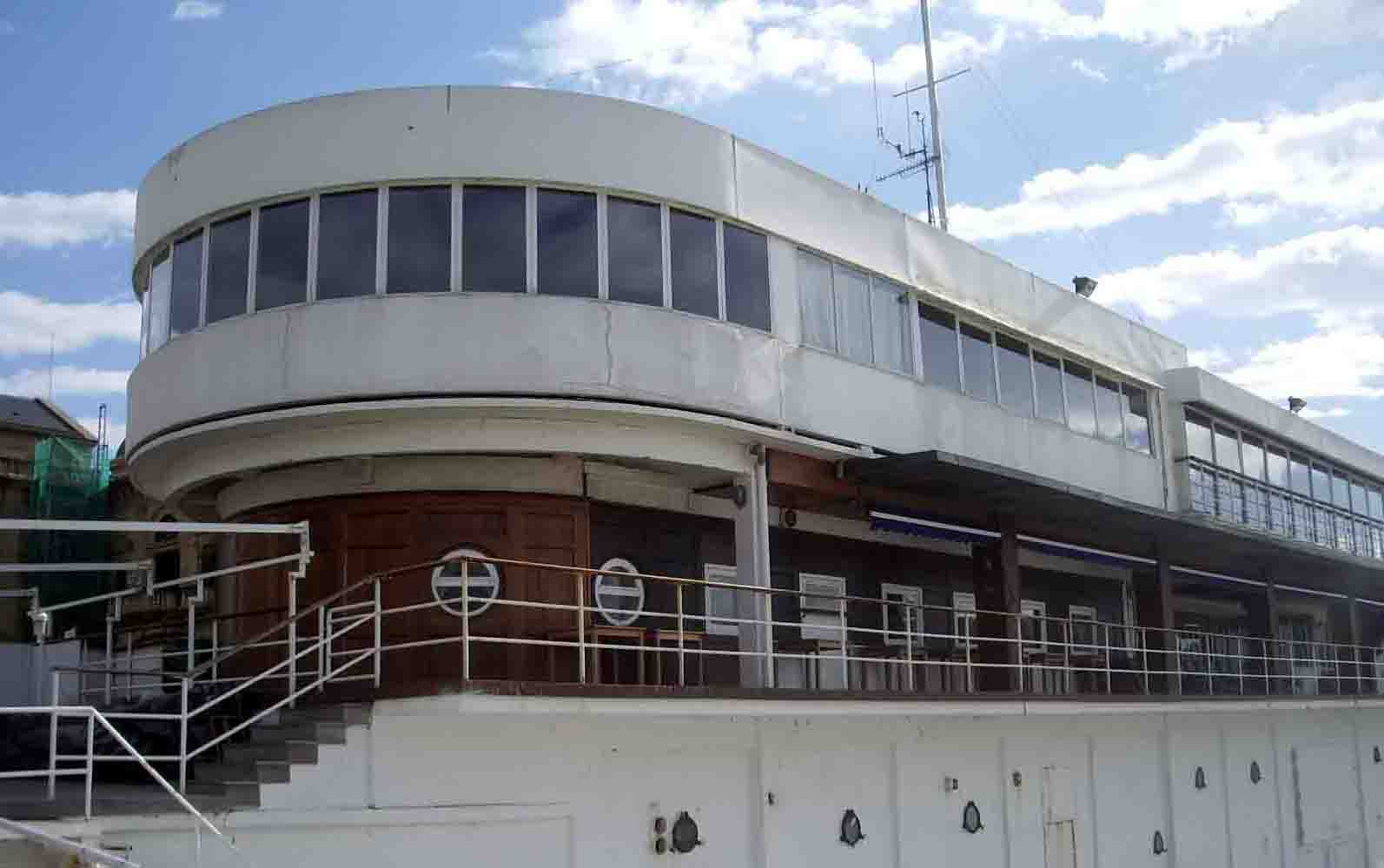
Sede del RCNSS

El Real Club Náutico de San Sebastián (RCNSS) es un club náutico situado en San Sebastián, Guipúzcoa (España). Es uno de los clubes más importantes de España, junto con el resto de miembros de la Asociación Española de Clubes Náuticos (AECN), a la que pertenece. 

## Historia
Fue fundado en 1896, y sus primeras instalaciones consistían en una gabarra anclada en aguas de la bahía de La Concha. En 1905 el club compra una antigua piscifactoría situada en el Paseo de La Concha y construye allí la nueva sede del club, proyecto de Aizpurúa y Labayen, considerado como joya del racionalismo arquitectónico, que se convierte en la sede actual.
Entre los años 1951 y 1955 el Real Club Náutico de San Sebastián organizó la regata transoceánica La Habana-San Sebastián y desde 1986 la Armada Cup Race, que organizó bianualmente junto con el Royal Western Yacht Club entre Plymouth y San Sebastián.

## Actividad Deportiva
El club tiene secciones y escuelas de vela, piragüismo y buceo.
Ha ganado en dos ocasiones el Trofeo de la Asociación Española de Clubes Náuticos (2001 y 2008).